# Roy Evans
Roy Quintin Echlin Evans (Bootle, 4 ottobre 1948) è un ex calciatore e allenatore di calcio inglese, di ruolo difensore.

## Carriera
Dopo aver giocato nel Liverpool, ne assunse la guida tecnica nel 1994, restando sulla panchina del club fino al 1998. Nel 2001 allenò lo Swindon Town.
Nell'estate 1973 è ingaggiato in prestito dai Philadelphia Atoms, franchigia della North American Soccer League per competere nella stagione 1973. Gioca da titolare la finale del torneo, vinta contro i Dallas Tornado.

## Palmarès

### Giocatore

#### Competizioni nazionali
- Charity Shield: 2

Liverpool: 1965, 1966
- Campionato inglese: 2

Liverpool: 1965-1966, 1972-1973
- North American Soccer League: 1

Philadelphia Atoms: 1973
- Coppa d'Inghilterra: 1

Liverpool: 1973-1974

#### Competizioni internazionali
- Coppa UEFA: 1

Liverpool: 1972-1973

### Allenatore

#### Competizioni nazionali
- Coppa di Lega inglese: 1

Liverpool: 1994-1995